# Abreschviller
 Abreschviller  es una comuna   y población de Francia, en la Región de Gran Este, departamento de Mosela, en el distrito de Sarrebourg-Château-Salins y cantón de Phalsbourg.
Está integrada en la Communauté de communes de Sarrebourg - Moselle Sud.

## Demografía
| Gráfica de evolución demográfica de Abreschviller entre 2006 y 2018 |
|                                                                     |

Fuentes: INSEE.